# 称名川
称名川（しょうみょうがわ）は、富山県中新川郡立山町を流れる立山を源流とする河川で、常願寺川の支流。日本一の落差を誇る称名滝があることで知られる。

## 概要
立山を直接の源流とする河川で、室堂と地獄谷を通った後、落差140mのソーメン滝（称名滝の隣にあるソーメン滝とは別物）として弥陀ヶ原台地から流れ落ちる。
そこより下流では称名廊下という大峡谷を作り大日平と弥陀ヶ原を二分している。
落差350mの称名滝より下流では川幅が一気に広がり（1969年の集中豪雨による土石流で川幅が1日で一気に広がった）、七姫平、法童平などの平坦地を作る一方で、川の左岸には、称名滝が悠久の時をへて谷を削りながら上流に後退することにより形成された悪城の壁という、高さ500mの日本最大の一枚岩の岩壁を形成している。大量の砂防堤防が見られる地帯でもある。
立山駅がある千寿ヶ原付近で常願寺川は曲がって流れているため、称名川は常願寺川にほぼ直進するかたちで合流する。
称名川の水質は極めて良好で、洪水時でも透明かかった水色を保つ。一方で常願寺川は立山カルデラの土砂で濁ることが多く、両河川の合流点では川の色が大きく異なることがある。

## 称名廊下
称名滝より上流には険しい峡谷があり、称名廊下と言う。その峡谷は川幅数メートル、両側の岸壁の高さはは約200メートルで、総延長9km程の峡谷で、日本最後の地理的空白地帯と言われる難所であり今まで遡行記録が無かったが、大西良治が2016年に初の完全遡行に成功した。彼はのちに「沢登りのグレードは６級まで、しかし称名川本流は、それをはるかに超える10級くらいのむずかしさ」と語っている。
かつては称名廊下を跨いで弥陀ヶ原と大日平を結ぶ吊り橋があったが、台風で倒壊して以来再建されていない。

## 地理

### 主な支流
- 雑穀谷（ザクロ谷）-深い廊下状の峡谷を形成し、大日平と名無しの高原を二分する。
- 人津谷

## 生態
火山噴出物の多い地獄谷を通る為、川水はph3.6程度の酸性であり、称名川本流には魚類は生息せずプランクトンも殆ど見られない。